# Радянсько-вануатські відносини
Вануату та Союз Радянських Соціалістичних Республік встановили офіційні дипломатичні відносини 30 червня 1986 — за день до того, як Вануату встановила дипломатичні відносини зі США.

## Огляд
Вануату, яка здобула незалежність від Франції та Великобританії в 1980, на чолі з прем'єр-міністром Вануату і священиком Уолтером Ліні, засновником доктрини меланезійського соціалізму з 1984 стала покращувати свої відносини з СРСР. У зовнішній політиці Ліні вів політику неприєднання. Його уряд став єдиною державою в Океанії, яка відмовлялася узгоджувати зі США та західним блоком етапи холодної війни та введення санкцій проти СРСР. Уряд Вануату на чолі з Уолтером Ліні прагнув підтримувати дружні, хоча й особливо тісні відносини з Радянським Союзом. Радянський уряд навіть пропонував Вануату увійти до блоку «соціалістичних країн», проте Вануату від цієї пропозиції відмовився. Ліні не був марксистом, а у Вануату ніколи не було комуністичної партії.
У 1987 Вануату уклало угоду з СРСР про те, що радянські судна можуть вести рибний промисел у винятковій економічній зоні Вануату, в обмін на економічну допомогу. Угода закінчилася наступного року, і не було відновлено через розбіжності щодо цін на оплату права на рибний промисел.
З 1991 з часу розпаду СРСР між Росією та Вануату фактично немає якихось міжнародних відносин.